# Museo dell’Altro e dell’Altrove di Metropoliz
Das Museo dell’Altro e dell’Altrove di Metropoliz (abgekürzt MAAM; anhörenⓘ; übersetzt etwa „Museum des Anderen und des Anderswo von Metropoliz“) ist ein Museum auf dem Gelände einer früheren Wurstfabrik, Via Prenestina 913 in Tor Sapienza. Der Gebäudekomplex an der östlichen Peripherie von Rom wurde 2009 besetzt und anschließend von den Besetzenden „Metropoliz“ genannt. Das Metropoliz gilt als erste Hausbesetzung, in deren Rahmen Roma mit anderen ethnischen Gruppen zusammenleben. 2012 eröffnete auf dem Gelände von Metropoliz das MAAM, das sich zu einem anerkannten Ausstellungsort für zeitgenössische Kunst entwickelte.

## Geschichte

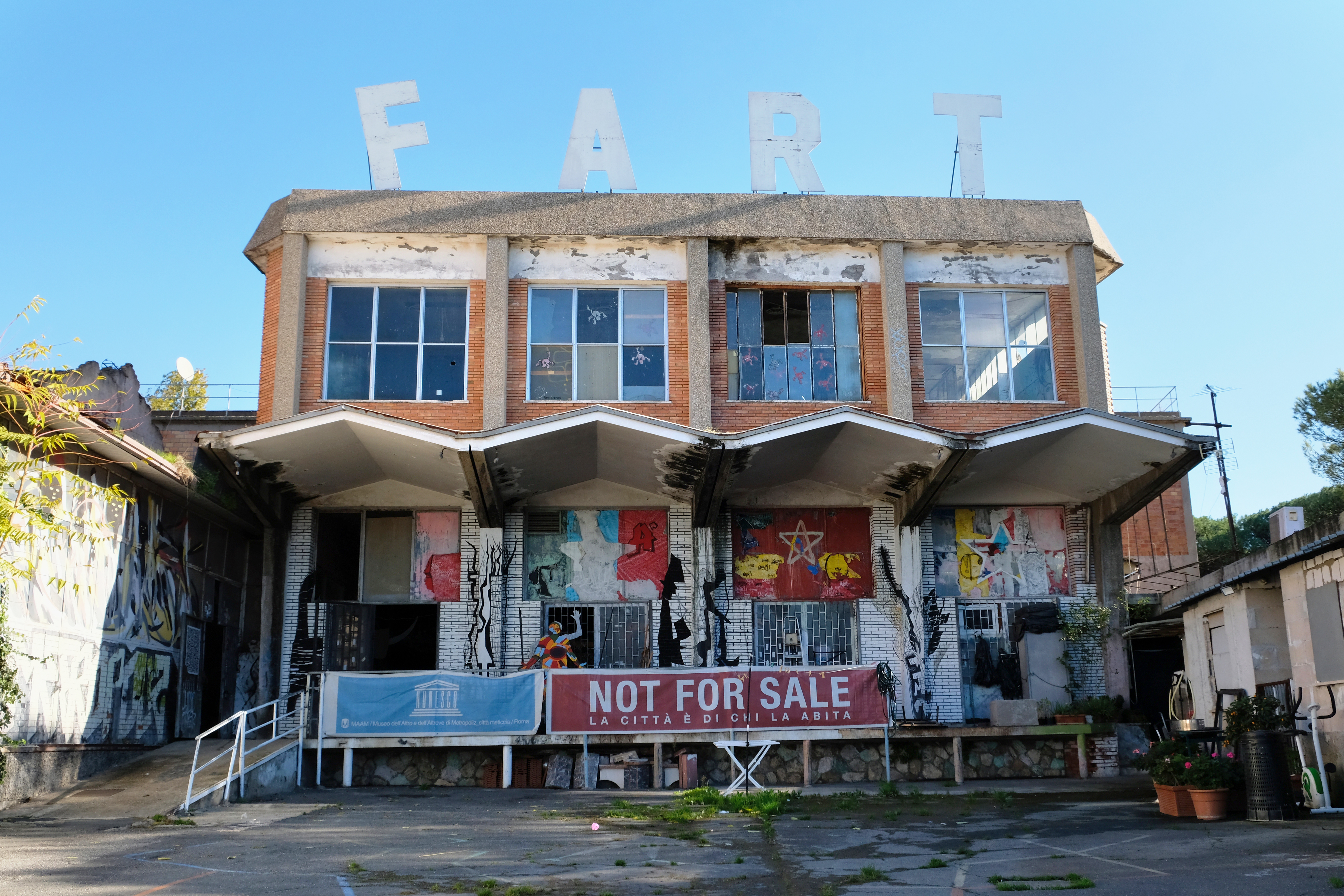
Ausstellungsgebäude auf dem Gelände des MAAM, 2024

### Die besetzte Wurstfabrik wird zu Metropoliz
Die 1978 stillgelegte Wurstfabrik Fiorucci an der Via Prenestina 913 im römischen Außenbezirk Tor Sapienza wurde 2003 für 6,85 Millionen Euro an die Unternehmensgruppe Salini Impregilo verkauft. Auf dem Gelände sollte ein ehrgeiziger Neubebauungsplan verwirklicht werden. Diese Neubebauung wurde von der römischen Stadtverwaltung jedoch jahrelang nicht genehmigt.
Angeführt von den Hilfsorganisationen „Blocchi Precari Metropolitani“ (BPM, „Prekäre städtische Blöcke“) und der Onlus „Popica“ besetzte 2009 eine etwa hundertköpfige Gruppe das Gelände. Die Menschen stammten hauptsächlich aus Südamerika, dem Maghreb und dem Sudan, außerdem waren Habescha sowie rumänische Roma dabei. Die besetzte Fiorucci-Wurstfabrik gilt als erstes besetztes Haus, in dessen Gemeinschaft Roma-Familien integriert wurden. Bewohner und Aktivisten ließen sich gemeinsam den Namen „Metropoliz“ für das besetzte Gelände einfallen: Eine Anspielung auf den Film Metropolis von Fritz Lang und den städtischen Raum, in dem sich das „Metropoliz“ befindet.

### Das Metropoliz wird zum MAAM
2012 drehten der Kurator, Anthropologe, Fotograf und Filmemacher Giorgio de Finis und Videofilmer Fabrizio Boni eine Dokufiktion mit fantastischen Elementen, Space Metropoliz. Die Bewohner des Metropoliz waren an dem von Silvia Litardi kuratierten Film beteiligt. Sie bauten, ausgehend von einer Idee de Finis’, aus herumliegendem Schrott eine Mondrakete und passende Kulissen. Der Künstler Gian Maria Tosatti steuerte eine Teleskop-Skulptur bei. Der Film erzählt, wie die Metropoliz-Bewohner zum Mond fliegen wollen, um dort frei von den Anfeindungen auf der Erde ein neues Leben zu beginnen. Astrophysiker und Intellektuelle sowie der ehemalige Astronaut Umberto Guidoni kommen in dem Film zu Wort und tragen mit Ideen und Gedanken bei. Nach den Dreharbeiten schlug de Finis vor, mit den Filmkulissen den Grundstein für ein Museum auf dem Gelände zu legen.
Das Museum wurde unter dem Namen „Museo dell’Altro e dell’Altrove di Metropoliz (MAAM)“ 2012 eröffnet. Jeden Samstag können Besucher an Führungen teilnehmen – wer die Gruppen durchs MAAM führt, entscheidet das Bewohnerkollektiv. Es finden öffentliche Performances, Konzerte und Lesungen statt, außerdem politische Versammlungen zu den Themenschwerpunkten Immobilienspekulation und Stadtsanierung. Mit Fußballturnieren, Hip-Hop-Workshops und Filmvorführungen werden die Kinder und Jugendlichen unter den Metropoliz-Bewohnern gefördert. Das antirassistische italienische Fußballturnier „Mediterraneo Antirazzista“ (Antirassistisches Mittelmeer) fand zeitweise im MAAM statt, und internationale Forschungsgruppen nutzen das Museum als Tagungsort. Nach und nach wurden große Teile des Areals von Streetartists wie z. B. Michelangelo Pistoletto, Alice Pasquini und Lucamaleonte in Kunst verwandelt. Stand 2024 haben mehr als 450 Kunstschaffende aus aller Welt zum MAAM beigetragen. Auch die Kunstwerke wurden in Abstimmung mit den MAAM-Bewohnern geschaffen, die entschieden, welches Werk wo entstehen durfte. Die Kunst war jedoch nicht nur dazu da, das Metropoliz zu verschönern. Seine neue Funktion als Ausstellungsort zeitgenössischer Kunst und als Kulturstätte schützte das besetzte Gelände nun vor der Räumung.
Im Jahr 2017 zählte The Guardian ca. 200 Menschen unterschiedlicher Nationalitäten, die im Gebäudekomplex lebten. Nach Verhandlungen mit der römischen Stadtregierung wurde allen Metropoliz-Bewohnern das Recht auf Sozialwohnungen zugestanden, falls das Gelände geräumt werden sollte. Dieses Recht war besonders für die Roma unter ihnen neu.

### Umwandlung in Sozialwohnungen mit Museum

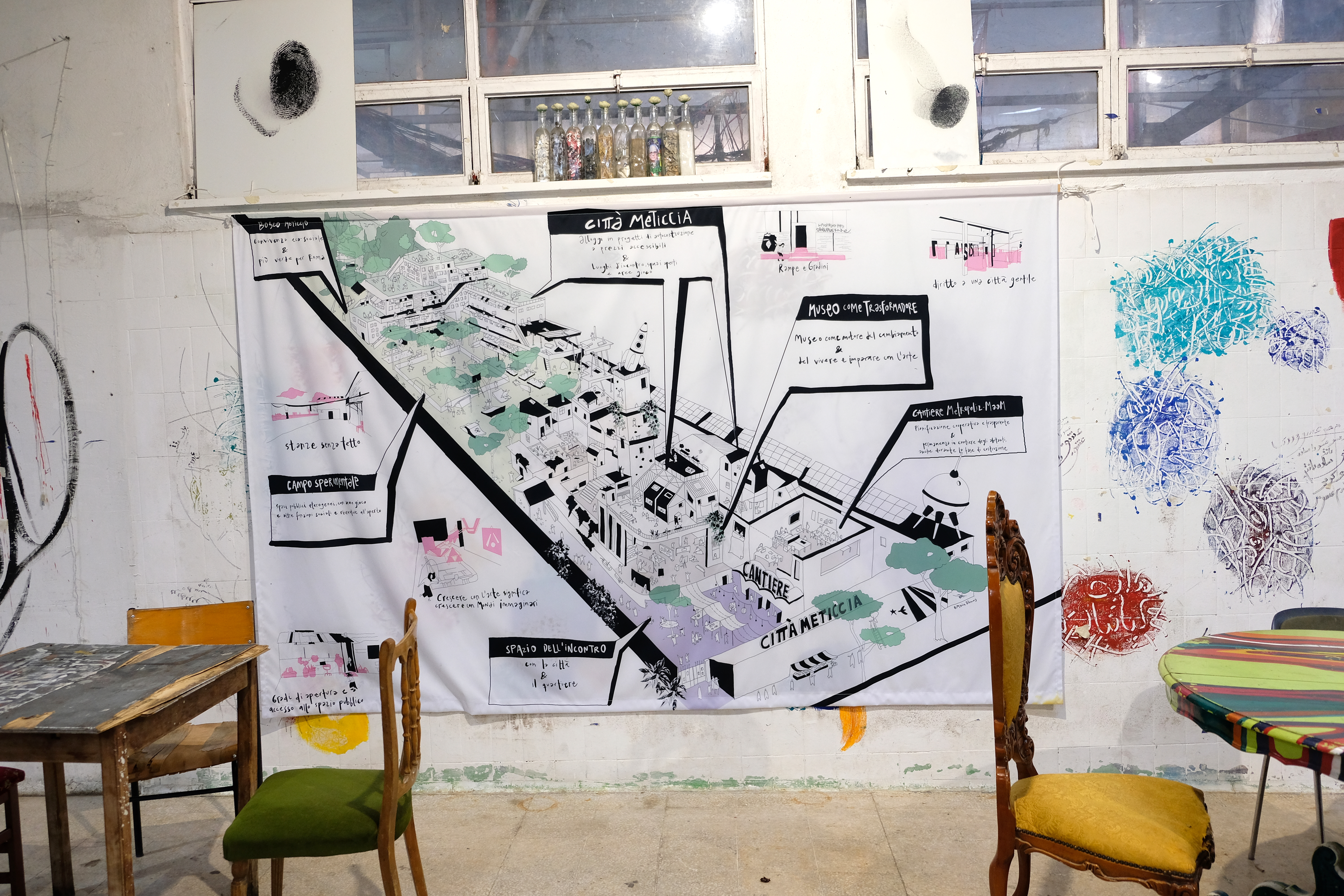
Illustration des Neubauprojekts in der Kantine des MAAM (2024)

In einem Urteil aus dem Jahr 2023 wurde der italienische Staat zu mehr als 35 Millionen Euro Strafe wegen der nicht erfolgten Räumung des ehemaligen Fabrikgeländes verurteilt. Die Summe ist an die Eigentümergesellschaft der Immobilie zu zahlen, weitere Zahlungen werden bis zur endgültigen Räumung fällig. Um diesen Zustand zu beenden, soll das MAAM legalisiert und saniert werden. Im April 2024 kündigte der Bürgermeister von Rom, Roberto Gualtieri, den Kauf des Geländes durch die Stadt Rom an. Auf dem Gelände sollen Sozialwohnungen statt der bisherigen selbst ausgebauten Wohnstätten errichtet werden. Bei der Wohnungsvergabe sollen die jetzigen Bewohner vorrangig berücksichtigt und das MAAM in der Form eines Museums der Stadt Rom erhalten werden.
Die Bewohner versprechen sich von den Baumaßnahmen eine Verbesserung ihrer prekären Wohnsituation. Bei der Planung der Bauten wurden sie bisher jedoch noch nicht einbezogen. Deswegen fanden im November 2024 in Kooperation zwischen MAAM, dem Goethe-Institut, der Deutschen Akademie Rom Villa Massimo und der Architekturdesign-Zeitschrift Arch+ eine Reihe von Workshops und eine Ausstellung statt. Zusammen mit den Bewohnern des Metropoliz wurden Lösungsansätze und Mitgestaltungsmöglichkeiten für das neue Bauprojekt entwickelt und der Öffentlichkeit vorgeschlagen.